# Laphria saffrana
Laphria saffrana är en tvåvingeart som beskrevs av Fabricius 1805. Laphria saffrana ingår i släktet Laphria och familjen rovflugor. Inga underarter finns listade i Catalogue of Life.